# الصخرة 1 (بني ڭرفط)
الصخرة 1 هي إحدى مشيخات المملكة المغربية، تتبع جغرافيا لإقليم العرائش وإداريًا لبني ڭرفط. يقدر عدد سكانها بـ 1040 نسمة حسب الإحصاء الرسمي للسكان والسكنى لسنة 2004.